# Albert Luque
Albert Luque Martos, född 11 mars 1978, är en spansk före detta fotbollsspelare.
Under karriären spelade Martos i klubbar som Málaga, Deportivo La Coruña, Newcastle United och Ajax. Luque har ett olympiskt silver med Spanien från den olympiska fotbollsturneringen 2000 och spelade också i VM 2002.